# Discocyrtus infelix
Discocyrtus infelix is een hooiwagen uit de familie Gonyleptidae.